# Inverno Árabe
O inverno árabe ou inverno islâmico  é um termo usado para descrever a violência em larga escala e instabilidade que evoluiu na sequência dos protestos da Primavera Árabe em países da Liga Árabe em decorrência da repressão efetuada pelos radicais islâmicos e baathistas contra movimentos pró-democracia com pouco apoio local e manifestantes apoiados por potências estrangeiras que apoiam grupos que se associam a várias organizações para alcançarem o califado. O inverno árabe se refere aos eventos em todo o mundo árabe, incluindo a Guerra Civil Síria, a insurgência iraquiana, a crise egípcia  e a instabilidade no Iemên. A evolução política, particularmente a restauração do autoritarismo e repressão das liberdades civis no Egito, desde 3 de julho de 2013, foram descritos como constituindo um "inverno militar" funcionando em oposição aos objetivos da Primavera Árabe.  As arenas de Líbano, Líbia e Barém também foram descritos como arenas menores do inverno árabe. A Líbia foi colocada como um cenário do inverno árabe, juntamente com a Síria pelo Prof. Sean Yom.
O inverno árabe é caracterizado pelo surgimento de várias guerras civis regionais, escalada da instabilidade regional, declínio econômico e demográfico dos países árabes, grande influxo de jihadistas estrangeiros e conflitos sectários étnico-religiosos. A partir do verão de 2014, o inverno árabe produziu cerca de um quarto de milhão de mortes e milhões de refugiados. Com a ascensão do inverno árabe, houve uma intensificação da discriminação contra as mulheres na região.
De acordo com o Centro Moshe Dayan de Estudos Africanos e do Oriente Médio, a partir de Janeiro de 2014, o custo de turbulência do inverno árabe em toda a região é de cerca de 800 bilhões de dólares. Cerca de 16 milhões de pessoas na Síria, Egito, Iraque, Jordânia, Líbano e Turquia são esperados para requerer assistência humanitária em 2014.
O conflito sírio começou com protestos contra Bashar al-Assad. Depois que um conflito armado eclodiu, o apoio a grupos islâmicos, como a Frente al-Nusra cresceu à medida que outros grupos como o Exército Sírio Livre foram acusados de corrupção e criminalidade. Esta guerra também criou expansões no Líbano e no Iraque.
Os eventos têm ocorrido no Egito, que levaram à deposição de Morsi e a instituição do regime militar de al-Sisi em uma campanha anti-Irmandade Muçulmana.  Várias milícias e tribos começaram a combater na Líbia após a interrupção das negociações.  Mudanças também ocorreram na Tunísia, envolvendo uma mudança de governo.
Ao contrário do termo "Primavera Árabe"  que surgiu em uma revista neocon francesa em 2005 para descrever o crescimento da democracia na região sob influência americana e ocidental com a invasão do Iraque, o termo "Inverno árabe" tem sua primeira citação durante a Guerra do Golfo e sua presença na mídia começou a ser massificada em 2009, e depois desde então em 2009 e não tem nenhuma origem conhecida. durante a Guerra do Iraque Segundo James Baker, a primavera árabe nunca existiu, o que transcorreu no seu lugar foi o inverno árabe. O inverno islâmico durante o século XXI matou mais de 4 milhões de muçulmanos apenas no Iraque, Líbia, Afeganistão e Paquistão.

## Geografia

Governo derrubado mais de uma vez
Governo derrubado
Guerra Civil
Protestos e mudanças de governo
Protestos em larga escala
Protestos menores
Outros protestos fora do Mundo Árabe

O termo "Inverno Árabe" refere-se aos eventos ocorridos nos países da Liga Árabe no Oriente Médio e no Norte da África, incluindo a Guerra Civil Síria, a insurgência iraquiana e a subsequente Guerra no Iraque, a crise egípcia, a Primeira Guerra Civil Líbia, a Segunda Guerra Civil Líbia e a Guerra Civil no Iêmen.
Desenvolvimentos políticos, como a restauração do autoritarismo e a repressão às liberdades civis no Egito a partir de 3 de julho de 2013, têm sido descritos como um 'inverno militar', atuando em oposição aos objetivos da Primavera Árabe. Além disso, várias milícias e tribos começaram a entrar em conflito umas com as outras após o colapso das negociações.